# Troglarmadillidium myrmicidarum
Troglarmadillidium myrmicidarum is een pissebed uit de familie Armadillidiidae. De wetenschappelijke naam van de soort is voor het eerst geldig gepubliceerd in 1933 door Karl Wilhelm Verhoeff.